# Двойной теракт в Махачкале (2012)
Двойной теракт в Махачкале — террористический акт, произошедший 3 мая 2012 года на выезде из Махачкалы, столицы Республики Дагестан, на полицейском посту «Аляска-30» трассы Махачкала — Астрахань. Два взрыва произошли между 22 и 23 часами.
Первый автомобиль «Mitsubishi Carisma» (по другим данным «Лада Приора»), в котором находились Муслимат Алиева и Аминат Курбанова, был остановлен полицейскими для проверки. Когда сотрудники правоохранительных органов направлялись к нему, произошёл взрыв мощностью 30-50 килограмм в тротиловом эквиваленте. На место взрыва прибыли экстренные службы, собрались жители близлежащих домов, посетители расположенных рядом магазинов и прихожане находящейся поблизости мечети. В этот момент по второстепенной дороге на большой скорости в толпу людей въехала «Газель». Террорист Ризван Алиев пошёл в сторону толпы людей и подорвал себя, в результате чего сдетонировало взрывное устройство, находящиеся в автомобиле. Мощность взрыва составила 50 килограмм в тротиловом эквиваленте. В результате взрыва произошло возгорание нескольких рядом стоящих автомобилей.
По факту взрывов было возбуждено уголовное дело по статье «теракт». Подозреваемыми были названы Гусейн Мамаев, Руслан Казанбиев, Расул Меджидов и Курбан Омаров. К тому моменту эти лица уже находились в розыске за преступления, носящие террористическую направленность. Из Москвы экстренно выехал президент Дагестана Магомедсалам Магомедов, находившийся в командировке. Президент Украины Виктор Янукович выразил свои соболезнования семьям жертв и пострадавшим и готовность оказать необходимую поддержку и помощь. 5 мая в республике был объявлен день траура.
Один из организаторов теракта и главарь «махачкалинской бандгруппы» Гусейн Мамедов был убит в ходе контртеррористической операции в Кумторкалинском районе Дагестана. Руслан Исмаилов был задержан в июне 2012 года. Сообщается, что с 2010 года он участвовал в религиозно-экстремистской организованной группе «Шамхальский сектор», которая являлась частью террористической организации «Вилаят Дагестан». Исмаилову были предъявлены обвинения по статьям 210 (участие в преступном сообществе), 205 (теракт),  222 (незаконный оборот оружия) и 318 (применение насилия в отношении представителя власти) Уголовного кодекса Российской Федерации. Суд приговорил его к 16 годам заключения строгого режима и к штрафу в размере 100 тысяч рублей.